# Iqbol Meliqo'ziyev
Iqbol Meliqo'ziyev (Ferganá, 4 de  octubre de 1981) Director de fotografía, director de cine y rector de la Universidad VGIK de Uzbekistán desde 2024.
Iqbal Melikoziyev logró un gran éxito en el campo de la dirección. En 2013, Iqbal Meliqoziyev recibió un gran reconocimiento y aplausos en Uzbekistán después de dirigir el drama y la comedia uzbeko "Mening dostim jin" (comedia). Desde entonces, ha rodado muchas películas de comedia y melodrama uzbekos. En particular, las películas "Ishdagi Ishq" y "Kuyov Jura", que se proyectaron en las pantallas grandes en 2015, le dieron gran fama al director.

## Biografía
Meliko'ziev Iqbol Mamasodikovych nació el 4 de octubre de 1981 en el distrito de Buvaida de la región de Fergana. En 1988 ingresó a la escuela secundaria número 26 en el distrito de Buvayda, cursó el primer grado y se graduó en 1998. En 2005 se graduó en el Departamento de Cinematografía del Instituto Estatal de Arte de Uzbekistán y en 2008 se graduó en el Departamento de Cinematografía.  En 2008, fue contratado como profesor en el Departamento de Cinematografía del Instituto Estatal de Arte de Uzbekistán. De 2012 a 2015 trabajó como jefe del departamento de "Dirección de sonido y habilidades cinematográficas". En 2015-2018, completó el doctorado. En 2010 se graduó en la Universidad de Tecnologías de la Información de Tashkent. En 2014, el Pedagogo mejoró sus calificaciones en el Centro de Red de Reciclaje y Capacitación del Personal. Durante los años 2008-2019 ha estado impartiendo las materias de “Cinematografía cinematográfica y televisiva”, “Rodajes especiales y complejos”, “Diseño multimedia”, “Efectos visuales y postproducción”, “Fundamentos de la tecnología del cine-vídeo”. Ahora se utilizan con éxito en clases especializadas. En 2018, Meliqo'ziev Iqbol publicó un libro de texto llamado "Habilidades de teleoperador de cine" (procesos de formación y desarrollo de la fotografía artística). En 2018, "Director de animación" publicó los manuales de formación "Fotocomposición", "Diseño multimedia", "Efectos visuales y postproducción", "Fundamentos de la tecnología del vídeo cinematográfico".
En 2024, Iqbal Melikoziyev fue nombrado rector de la Universidad VGIK de Tashkent.

## Creación
Iqbal comenzó su carrera creativa en el cine, trabajó en series y películas para televisión para varias cadenas. Comenzó su carrera como operador de cámara en la película Uylanish del director Jahangir Ahmoediv. En 2010, Iqbal protagonizó la película "Omad". Esta película fue nominada a muchos premios por ser el director de fotografía de la película sobre el hombre sin suerte.Ese mismo año, trabajó como director de fotografía jefe de la película "De la noche al amanecer", que recibió numerosos premios, incluida la mejor película de comedia de 2010 y otros premios. En 2011, Iqbal trabajó como camarógrafo para las películas "Beyond the Service, Lucky Boys, Last Call, Oling Kuda-Bering Kuda y Mening Akam Baydoq", que fueron nominadas a numerosas nominaciones. En 2012, se estrenarán 2 películas de Night to Dawn, esta película será recibida con grandes aplausos por parte de los fanáticos. Merece muchas nominaciones, entre ellas: Ganó los premios a la mejor película de comedia y a la mejor fotografía de 2012. En 2013, Iqbal trabajó en las películas Ana only, Mr. Hot-Dogchi y Tilim Kursin. En 2015, trabajó en Bakht Oryidan y Tilim Kursin 2. La película Tilim Kursin fue nominada al mejor director de fotografía del año.
En 2013, Iqbal inició su primera actividad como director e hizo una película llamada "Mi amigo es un demonio". En 2014, hizo una película de comedia llamada Yigitali. Yigitali es una de las películas más famosas de Iqbal. En 2015, Iqbal hizo dos películas, Ishdagi Ishq y Kuyov Jura, que fueron reconocidas como las películas más taquilleras de 2015. Además, Iqbal ha rodado muchos documentales, entre ellos Welcom to Samarkand, Welcome to Khiva, Bordery, Carpeting, Zardozlik y Muhammad Yusuf: Ulugumsan vatanim.

## Filmografía
A continuación, en orden cronológico, hay una lista ordenada de películas en las que apareció Iqbol Meliqo'ziyev 
| Año  | Película                     | Role   |
| ---- | ---------------------------- | ------ |
| 2006 | Suyiqasd                     |        |
| 2008 | Toni                         |        |
| 2008 | Kuz                          |        |
| 2009 | Uylanish                     |        |
| 2010 | Omad                         | [ 11 ] |
| 2010 | Tundan tonggacha             | [ 12 ] |
| 2010 | Qorakoʻz                     | [ 13 ] |
| 2010 | Robinzon qozi                |        |
| 2011 | Mening akam boʻydoq          | [ 14 ] |
| 2011 | Oling quda-bering quda       | [ 15 ] |
| 2011 | Xizmat doirasidan tashqarida |        |
| 2011 | So'ngi qo'ng'iroq            |        |
| 2011 | Omadli Yigitlar              |        |
| 2011 | Dardi bedavo                 |        |
| 2012 | Tundan tonggacha 2           |        |
| 2013 | Ana xolas                    | [ 16 ] |
| 2013 | Mening doʻstim jin           | [ 17 ] |
| 2013 | Tilim qursin                 | [ 18 ] |
| 2013 | Janob Hot-Dogchi             | [ 19 ] |
| 2014 | Yihitali                     |        |
| 2014 | Onam bilmasin                | [ 20 ] |
| 2014 | Kunlardan bir kun            |        |
| 2015 | Baxt ortidan                 |        |
| 2015 | Tilim qursin 2               | [ 21 ] |
| 2015 | Ishqdagi ishq                |        |
| 2015 | Kuyov jura                   |        |
| 2016 | Dadam bilmasin               | [ 22 ] |
| 2016 | Qaysar oshiqlar              | [ 23 ] |
| 2020 | Sizsiz oʻtmas kunlarim       |        |

| Año  | Película | Role |
| ---- | --- | ---- |
| 2002 | Sanatda oʻz oʻrnini topgan inson                                                                                         |      |
| 2005 | Novyy mir krasok |      |
| 2007 | Xayotda oʻz oʻrnini topgan inson                                                                                         |      |
| 2013 | Oʻzbekiston davlat sanʼat va madaniyat instituti                                                                         |      |
| 2013 | Jahon tillari universiteti                                                                                               |      |
| 2016 | Fargʻona davlat universiteti                                                                                             |      |
| 2016 | Fargʻona politexnika instituti                                                                                           |      |
| 2016 | Uzbekiston republicasi vazirlar maxkamasi, davlat test markazi, test sinovlarini utkazish tartibi uzbek va rus tillarida |      |
| 2017 | Margilon crafts center                                                                                                   |      |
| 2017 | Epic in Uzbekistan art                                                                                                   |      |
| 2017 | Horticulture of Uzbekistan                                                                                               |      |
| 2017 | State of Uzbekistan |      |
| 2017 | Gatekeeper |      |
| 2017 | Pilaf culture of Uzbekistan and pineapples                                                                               |      |
| 2017 | Wedding ceremony in Uzbekistan                                                                                           |      |
| 2017 | Boysun Culture |      |
| 2017 | "Pottery" |      |
| 2017 | In the name of Alisher Navoi Tokent state Uzbek language and University of Literature                                    |      |
| 2017 | "Intangible in Uzbekistan cultural heritage"                                                                             |      |
| 2020 | "Carpeting" |      |
| 2020 | "Duppidoʻzlik" |      |
| 2020 | "Embroidery" |      |
| 2020 | "Zardoʻzlik" |      |
| 2020 | "Plowing" |      |
| 2021 | "Khairulla Sardiev: I'm still your child"                                                                                |      |
| 2021 | "Bakhtiyar Ikhtiyorov: Tales that charmed me"                                                                            |      |
| 2021 | Muhammad Yusuf: You are great, my homeland                                                                               |      |
| 2022 | Gʻani Najimov documentary film                                                                                           |      |

## Premios
- 2023 Graduado de Educación Superior.
- 2024 Premio Estatal del Poeta Popular de Uzbekistán Muhammad Yusuf.